# Tour de Cali
La tour de Cali (espagnol : torre de Cali) est un gratte-ciel de 46 étages (183 mètres) dans le centre-ville de Cali, en Colombie.